# Pardelão-prateado

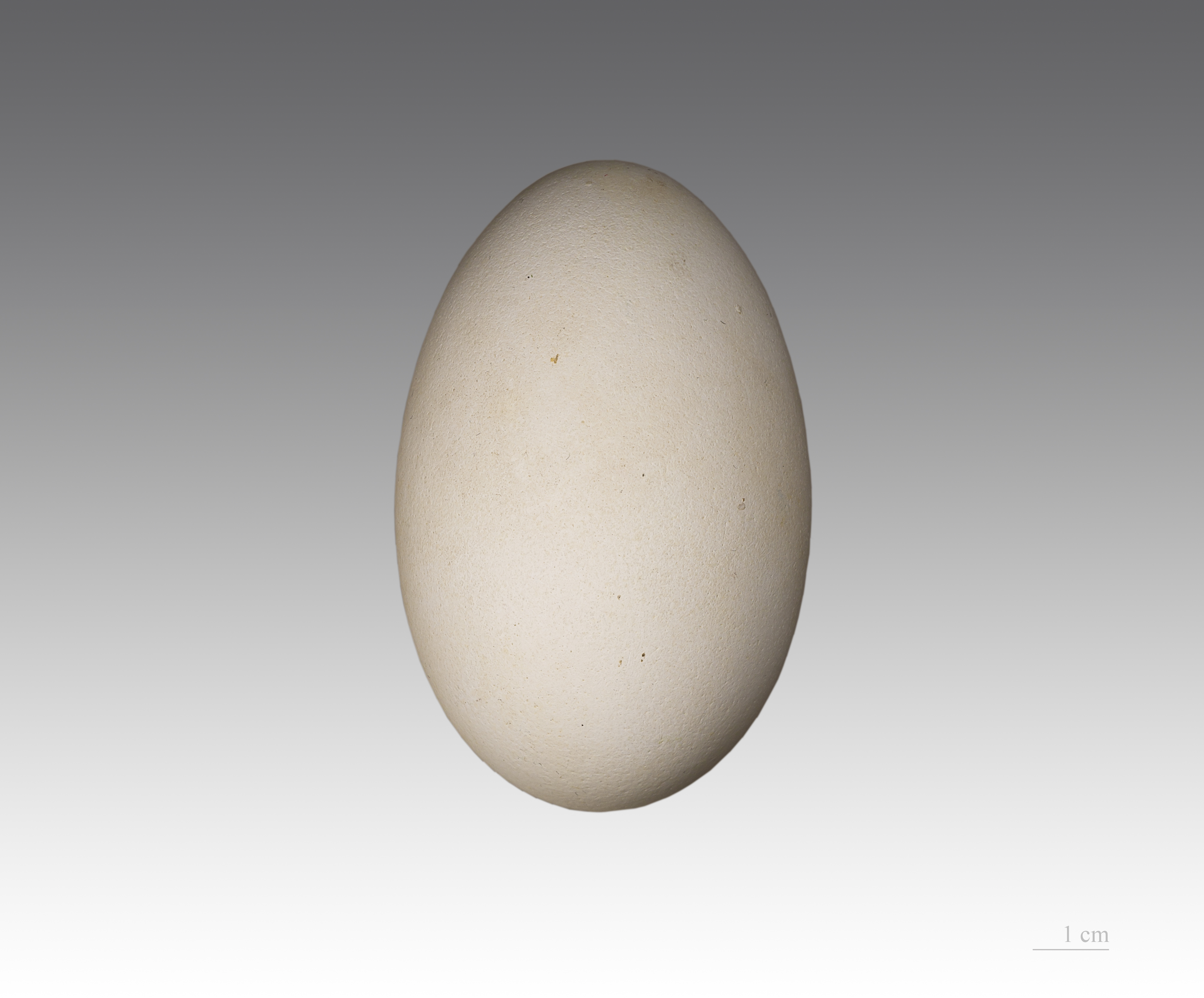
Fulmarus glacialoides

Fulmar-austral ou pombalete-do-sul (Fulmarus glacialoides), também conhecido como pardelão-prateado, é uma ave marinha do hemisfério sul. A espécie habita ao redor da Antártida, Atlântico Sul e sul do Oceano Índico, e varia no mar no sul da Austrália, Nova Zelândia, América do Sul central e África do Sul. É  bastante similar, fisicamente, à pardela-branca, espécie do gênero Fulmar que no entanto ocorre apenas no Hemisfério Norte, enquanto o pardelão-prateado é observado apenas no Hemisfério Sul.

## Descrição
É um petrel bem grande e volumoso, de 45 a 50 cm de comprimento, com uma envergadura de 110 a 120 cm. O macho tem um peso médio de 7,95 kg, enquanto a fêmea pesa cerca de 7,4 kg. A fêmea pode aumentar seu peso para 9,32 a 10,5 kg no início da mudança de incubação dos ovos. O macho tem um comprimento de asa de 34 cm, comprimento do bico de 44,6 mm, comprimento do tarso de 52,1 mm e comprimento da cauda de 12,4 centímetros. A fêmea tem um comprimento de asa de 33,9 cm, comprimento do bico de 43 mm, comprimento do tarso de 51,5 mm (2,03 in) e comprimento da cauda de 12,1 centímetros.
Esse pássaro voa, muitas vezes, olhando para baixo para verificar a água. As asas são bastante amplas e arredondadas e são mantidas rígidas. A plumagem é principalmente pálida cinza-prateado em cima e branco em baixo. A cabeça é branca com uma coroa cinza pálida. As pontas das asas são pretas com uma grande mancha branca e as asas têm uma borda escura traseira. As pernas e os pés são de um azul pálido. Aves jovens de até um ano de idade têm um bico mais delgado do que os adultos.
É geralmente silencioso, mas emite sons altos, cacarejos que são emitidos do ninho ou em bandos de alimentação.

## Comportamento

### Alimentação
O pardelão-prateado frequentemente se reúne em bandos, muitas vezes com outras espécies de aves marinhas, como a pomba-do-cabo (Daption capense) quando há uma grande concentração de alimentos como um cardume de krill ou em torno de navios baleeiros e arrastões. O krill e outros crustáceos são os componentes mais importantes da dieta, mas a espécie também se alimenta de pequenos peixes, como o Pleuragramma antarctica e lulas como o Psychroteuthis glacialis, Gonatus e Galiteuthis. O alimento é normalmente capturado a partir da superfície da água, mas ocasionalmente o pardelão-prateado mergulha na água para pegar o alimento